# Plesiothalassius
Plesiothalassius (лат.) — род мух-зеленушек из подсемейства Parathalassiinae (Dolichopodidae). 3 вида. Южно-Африканская Республика.

## Этимология
Название рода было выбрано для того, чтобы подчеркнуть, что включенные в него виды сходны с родом Parathalassius в двух отношениях, а именно: обитают в песчаных прибрежных биотопах и демонстрируют тот же набор признаков, из которых, как считается, развился исходный план строения Dolichopodidae. Оно происходит от двух греческих слов — plesio (близкий) и thalassius (море), — принадлежащий или связанный с морем, и означает «живущий у берега моря».

## Описание
Мелкие мухи длиной около 2 мм. Обитают в песчаных прибрежных биотопах, блестяще-белые, как будто сильно опушенные, сходные с Parathalassius по большинству признаков, но отличающиеся следующим: проторакс без прекоксального мостика, только одна пара скутеллярных щетинок; голова более округлая в боковом виде, лицо умеренно широкое у обоих полов и более или менее сужается в средней (не верхней) части, глаза блестящие золотистые, усики с третьим сегментом шаровидные или овальные, широко закругленные на вершине, пальпы сильно расширены к вершине. Гениталии самцов меньше и отличаются по строению, четвертый стернит брюшка не изменен, симметричен и составляет часть преабдомена; брюшко самок с восьмым тергитом, глубоко расщепленным сзади, десятый гемитергит короткий, не выступает над члениками и несет щетинки, а не шипы. Известные виды в основном имеют бледную окраску, включая большую часть усиков, ноги до основания или почти до основания, а также различные части туловища. Частично с чёрновато-коричневыми, частично желтыми или белыми отметинами, с плотным покрытием микротрихий, и с большинством щетинок и волосков белого или желтоватого цвета

## Классификация
Род включает 3 вида. Он филогенетически тесно связан с родом Amphithalassius
- Plesiothalassius capensis (Smith, 1972)[5]
  - =Parathalassius capensis Smith, 1972
- Plesiothalassius flavus Ulrich, 1991[2]
- Plesiothalassius natalensis Ulrich, 1991[2]